# De klassieken

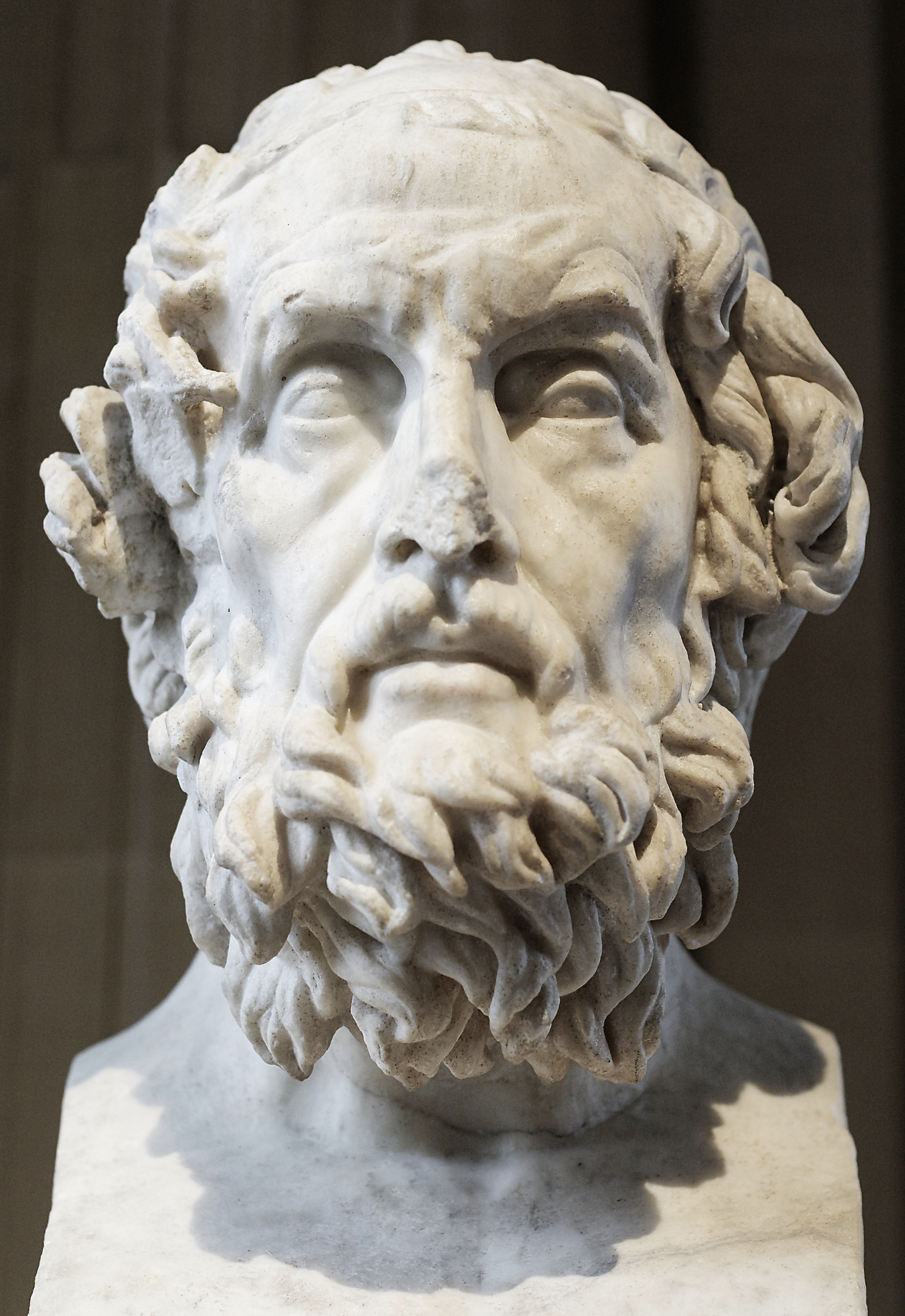
Buste van Homeros, een van de klassieke schrijvers van het Oude Griekenland

In de klassieke zin van het woord betekent de klassieken de studie van de taal, literatuur, geschiedenis, kunstvormen en andere aspecten van de oude Grieken en het oude Rome in de klassieke oudheid.
- Griekenland in de oudheid
  - Griekse taal
  - Griekse mythologie
  - Griekse literatuur
  - Griekse geschiedenis
  - Griekse architectuur
  - Griekse geneeskunde

- Rome in de oudheid
  - Latijn
  - Romeinse mythologie
  - Latijnse literatuur
  - Rhetorica

- Post-klassieke wetenschap
  - Humanisme
  - Filologie

Klassieken kan ook (gewoonlijk in non-academische context) klassieke literatuur in de zin van afzonderlijke klassiek geworden boeken betekenen.

## Niet gerelateerde onderwerpen met gelijksoortige titel
- Klassieke muziek